# ألكساندر لينيف
ألكساندر لينيف ، من مواليد 25 سبتمبر 1944، لاعب كرة قدم سوفييتي سابق.
لعب مع منتخب الاتحاد السوفييتي لكرة القدم.

## وصلات خارجية
- ألكساندر لينيف على موقع قاعدة بيانات كرة القدم.إي يو (الإنجليزية)
- ألكساندر لينيف على موقع قاعدة بيانات كرة القدم.إي يو (الإنجليزية)
- ألكساندر لينيف على موقع ناشيونال فوتبول تيمز (الإنجليزية)
- ألكساندر لينيف على موقع عالم كرة القدم.نت (الإنجليزية)